# زكريا لبيض
زكرياء لبيض لاعب كرة قدم مغربي ولد بمدينة أوترخت الهولندية في 9 مارس 1993، يلعب مع نادي أوترخت الهولندي، ومع المنتخب المغربي.

## مسيرته
الكثيرون يعتبرون لبيض هو إبراهيم أفلاي الجديد نظراً لمؤهلاته الكبيرة ومجاورته لفترة أفلاي في آيندهوفن قبل أن ينتقل هذا الأخير إلى برشلونة.

### الأولمبي المغربي
بدأ لبيض مسيرته الدولية مع الأولمبي المغربي في شهر فبراير 2011 وتمكن إلى حدود الآن من تسجيل 4 أهداف لصالحه.

### المنتخب المغربي الأول
يعتبر لبيض هو أصغر لاعب يلعب ضمن صفوف أسود الأطلس حيث لعب مباراته الدولية الأولى ضد بوركينا فاسو في 29 فبراير 2012 وكان يبلغ 18 سنة و11 شهراً و20 يوماً.

### سبورتينغ لشبونة
انتقل إلى سبورتينغ لشبونة لمدة 5 سنوات قادما من آيندهوفن وقد خلف انتقاله ضجة في هولندا حيث يعتبر مسؤولوا ايندهوفن أنه لايزال مرتبط بالنادي بعقد لـ 3 مواسم في حين يصر اللآعب على أن العقد الذي كان يجمعه بالنادي ليس عقد احترافي حيث وقعه في فئة الشبان قبل لعبه للفريق الأول عام 2009 وبالتالي يعتبر التحاقه بنادي العاصمة البرتغالية قانوني، وقد عبر عن سعادته بمجاورته.

## الإنجازات
- الدوري الهولندي (3) : 2019، 2021، 2022
- كأس هولندا (3) : 2012، 2019، 2021
- كأس السوبر الهولندي (1) : 2019

## روابط خارجية
- زكريا لبيض على موقع الاتحاد الدولي (مؤرشف)  (الإنجليزية)
- زكريا لبيض على موقع الاتحاد الأوربي (الإنجليزية)
- زكريا لبيض على موقع قاعدة بيانات كرة القدم.إي يو (الإنجليزية)
- زكريا لبيض على موقع ناشيونال فوتبول تيمز (الإنجليزية)
- زكريا لبيض على موقع Soccerbase.com (لاعب) (الإنجليزية)
- زكريا لبيض على موقع Soccerway.com (الإنجليزية)
- زكريا لبيض على موقع عالم كرة القدم.نت (الإنجليزية)
- زكريا لبيض على موقع كووورة
- زكريا لبيض على موقع أوليمبيديا (الإنجليزية)
- زكريا لبيض على موقع AS.com (الإسبانية)